# Lussemburgo ai Giochi della XIV Olimpiade
Il Lussemburgo partecipò ai Giochi della XIV Olimpiade, svoltisi a Londra, dal 20 luglio al 14 agosto 1948,  
con una delegazione di 45 atleti, di cui 3 donne, impegnati in 8 discipline,
senza aggiudicarsi medaglie.

## Risultati

### Calcio
| Atleta | Classifica |                        |
| --- | --- | ---------------------- |
| V · D · M Nazionale lussemburghese · Calcio ai Giochi Olimpici Estivi 1948 P Michaux · P Steffen · D J. Feller · D Pauly · D C. Wagner · C Birtz · C V. Feller · C May · C Schumacher · C R. Wagner · A Gales · A Kettel · A Kremer · A Konter · A Nurenberg · A Paulus · A Rewenig · A Schammel · CT : Hoscheid | 9° |                        |
| Nazionale lussemburghese · Calcio ai Giochi Olimpici Estivi 1948 | |                        |
| P Michaux · P Steffen · D J. Feller · D Pauly · D C. Wagner · C Birtz · C V. Feller · C May · C Schumacher · C R. Wagner · A Gales · A Kettel · A Kremer · A Konter · A Nurenberg · A Paulus · A Rewenig · A Schammel · CT: Hoscheid                                                                             | P Michaux · P Steffen · D J. Feller · D Pauly · D C. Wagner · C Birtz · C V. Feller · C May · C Schumacher · C R. Wagner · A Gales · A Kettel · A Kremer · A Konter · A Nurenberg · A Paulus · A Rewenig · A Schammel · CT: Hoscheid | Lussemburgo (bandiera) |